# Cesare Burali-Forti

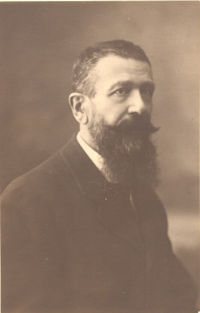
Cesare Burali-Forti

Cesare Burali-Forti (n. 13 august 1861, Arezzo - d. 21 ianuarie 1931, Torino) a fost un matematician italian, cunoscut prin studiile efectuate în domeniul algebrei logice a lui Boole pe care a dezvoltat-o.

## Contribuții
A conceput și analizat paradoxul celui mai mare număr ordinal și paradoxurile geometriei, formulând ceea ce ulterior se va numi paradoxul Burali-Forti (sau antinomia Burali-Forti).
Astfel, a demonstrat că nu există o mulțime formată din toate ordinalele, căci această mulțime ar fi bine ordonată, deci izomorfă cu unul din segmentele distincte de ea însăși, ceea ce este absurd.

## Scrieri
- 1896: Sopra una teorema del Signore Georg Cantor
- 1897: Una questione sui numeri transfiniti.